# Bükkösd (Muraköz)
Bükkösd (más néven Bükkösdhegy, horvátul: Bukovec, vendül Bükovci) falu Horvátországban, Muraköz megyében. Közigazgatásilag Szelencéhez tartozik.

## Fekvése
Csáktornyától 13 km-re északnyugatra, községközpontjától Szelencétől 4 km-re délnyugatra a Muraközi-dombság területén fekszik.

## Története
A település első írásos említése 1478-ban "Bwkowecz" alakban történt. A csáktornyai uradalom része volt. Az uradalommal együtt 1456-ig a Cillei család birtoka volt. Ezután a Cilleiek többi birtokával együtt Vitovec János horvát bán szerezte meg,  de örökösei elveszítették. Hunyadi Mátyás Ernuszt János budai nagykereskedőnek és bankárnak adományozta, aki megkapta a horvát báni címet is. 1540-ben a csáktornyai Ernusztok kihalása után az uradalom rövid ideig a Keglevich családé. 
1546-ban I. Ferdinánd király adományából a Zrínyieké lett. Miután Zrínyi Pétert 1671-ben felségárulás vádjával halálra ítélték és kivégezték minden birtokát elkobozták, így a birtok a kincstáré lett.  A király 1719-ben szolgálatai jutalmául elajándékozta Althan Mihály János cseh nemesnek. 1791-ben gróf Festetics György vásárolta meg és ezután 132 évig a tolnai Festeticsek birtoka volt.
1920 előtt Zala vármegye Csáktornyai járásához tartozott. 1941 és 1944 között ismét Magyarországhoz tartozott.

## Népessége
2001-ben 181 lakosa volt.

## Külső hivatkozások
- Szelence község hivatalos oldala
- Szelence a Muraköz információs portálján